# 馬克斯克里克鎮區 (北卡羅萊納州里奇蒙縣)
馬克斯克里克鎮區（英語：Marks Creek Township）是位於美國北卡羅萊納州里奇蒙縣的一個鎮區。

## 地方資料
馬克斯克里克鎮區的面積為233.46平方千米，皆為陸地。根據2020年美國人口普查的數據，當地共有人口12911人，而人口密度為每平方千米55.3人。